# Automatic Drivetrain Management
Das Automatic Drivetrain Management (ADM) ist eine vollautomatische Steuerung aller Schaltfunktionen im Antriebsstrang für Nutzfahrzeuge und besteht aus Mechanik, Elektronik und Software. Über Sensoren und CAN-Bus-Vernetzung werden die Fahrzustände gemessen und die entsprechenden Schaltungen aktiviert. 
Das System erkennt unabhängig an jedem Rad, ob Schlupf vorhanden ist. Wird Schlupf erkannt, schalten sich automatisch alle benötigten Achssperren und Längssperren zu, um so 100 % der möglichen Traktion zu gewährleisten. Nach einem definierten Zeitintervall schalten sich die Sperren selbsttätig wieder aus. Das System ist ähnlich dem der Antriebsschlupfregelung bei Pkw, aber hat am Nutzfahrzeug mehr Achsen zu verwalten und schließt auch den Allradantrieb in Lkw mit ein.

## Geschichte
Die Idee, sowie die Entwicklung der automatischen Antriebsstrangskontrolle entstand 1991 bei der österreichischen Steyr Daimler Puch AG, dessen Sparte Antriebstechnik im Jahr 1998 an die ZF Friedrichshafen AG verkauft wurde. Die Entwicklung und der Vertrieb befinden sich seit 2006 bei der ehemaligen ZF Passau GmbH, welche im August 2011 mit der ZF Friedrichshafen AG verschmolzen wurde.

## Vorteile
- Automatisches Ein- und Ausschalten von Sperren im richtigen Moment und während der Fahrt
- Immer 100 % der physikalisch möglich Traktion
- Höhere Fahrzeugstabilität und Sicherheit
- Entlastung des Fahrers
- Reduzierung der Fahrerausbildung
- Keine Fehlbetätigung möglich
- Kein Verspannen im Antriebsstrang
- Höhere Fahrzeuglebensdauer
- Geringerer Reifenverschleiß und Kraftstoffverbrauch